# Le Fils à maman
Ne doit pas être confondu avec Les Fils à Maman.
Le Fils à maman (France) ou Prendre une tasse de thé, mon minou (Québec) (Marge's Son Poisoning) est le 5e épisode de la saison 17 de la série télévisée d'animation Les Simpson.

## Synopsis
Lors d'une promenade dans une fête foraine qui va bientôt être démolie, Homer fait l'achat d'un haltère et Marge d'un vélo tandem. Bart, qui éprouve de la pitié en voyant que sa mère n'a personne avec qui faire du tandem, lui propose de l'accompagner.
La mère et le fils commencent à passer tout leur temps ensemble et en viennent même à transformer la cabane de Bart en salon de thé. Bart apprécie les moments passés avec sa mère jusqu'à ce que la bande à Jimbo le traite de « fils à maman »... Il cesse alors toute activité avec Marge mais est vite pris de remords quand il s'aperçoit qu'elle est de nouveau seule et triste. Il lui propose alors de participer à une soirée karaoké organisée par l'école. Marge prend conscience que sa relation avec Bart peut déboucher sur une relation comme celle de Skinner avec sa mère...
Pendant ce temps, Homer a passé des journées entières à se muscler le bras droit et est entraîné dans une compétition de bras de fer par Moe.

## Références culturelles

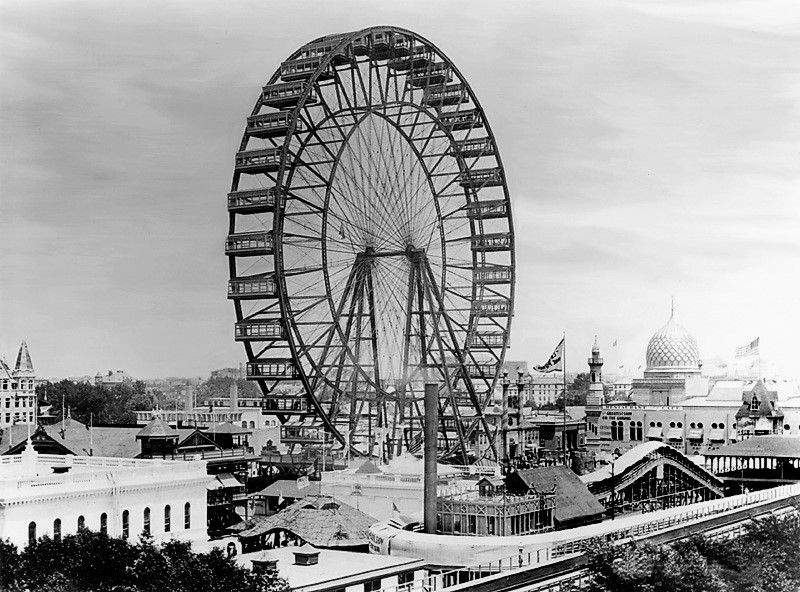
Monter sur la grande roue (Ferris wheel) était un des plaisirs que Marge se promettait d'éprouver